# 丘
【丘】 — китайський ієрогліф. Один з 854 ієрогліфів, обов'язкових для вивчення в японській середній школі.Рідко використовується на письмі в японській мові.

## Значення
1. пагорб, гірка.
2. могила, курган.
3. слід, стоянка, залишок.
4. пустий.
5. великий.
6. збиратися.
7. село, поселення.

Ключ: 1 (一 + 4);  Кількість рисок: 5.
Введення ієрогліфа методом цанзє: 人一 (OM); Введення ієрогліфа чотирикутним методом: 72101. Складається з: ⿱斤一.

## Прочитання
| Китайська         |                   |                   |                   |                 |                 |
| Мандаринська мова | Мандаринська мова | Мандаринська мова | Мандаринська мова | Кантонська мова | Кантонська мова |
| чжуїнь            | піньїнь           | Вейд-Джайлз       | кирилиця          | ютпхін          | Єль             |
| ㄅㄨˋ             | qiū (qiu1)        | ch'iu1            | цю                | jau1            | yau1            |

| Корейська |         |               |              |       |          |
|           | хангиль | стара латинка | нова латинка | Єль   | кирилиця |
| Звук:     | 구      | ku            | gu           | ku    | ку       |
| Назва:    | 언덕    | ǒndǒk         | eondeok      | entek | ондок    |

| Японська |                  |                  |                 |
|          | кана             | латинка          | кирилиця        |
| Он:      | きゅう           | kyū              | кю              |
| Кун:     | おか             | oka              | ока             |
| Ім'я:    | おか たか たかし | oka taka takashi | ока така такасі |